# Franz Joseph Bendel
Franz Joseph Bendel, modernisiert Franz Josef Bendel, (* 23. November 1875 in Mariaschein, Königreich Böhmen; † 19. Februar 1950 in Würzburg) war ein deutscher katholischer Theologe, Archivar und Historiker. Er leitete im Bistum Würzburg das Diözesanarchiv.

## Leben
Bendel war der Sohn des Binders und späteren Bergwerksbeamten Franz Joseph Bendel und dessen Ehefrau Anna, eheliche Tochter des Bernard Jackl aus Mariaschein im böhmischen Teil des Erzgebirges. Seine unverheiratete Großmutter Theresia Bendel stammte aus Lupitz im Amtsbezirk Leitmeritz. Franz Joseph Bendel kam im Haus Nr. 167 in Mariaschein zur Welt und wurde noch am Nachmittag seines Geburtstages katholisch getauft.
Nach dem Besuch der Gymnasien in Mariaschein und Leitmeritz studierte Franz Joseph Bendel 1895 Theologie und Philosophie an den Universitäten Innsbruck und Wien. Seine Priesterweihe erfolgte am 9. Juli 1899, und er war als Kaplan tätig. Neben setzte er seine wissenschaftlichen Studien der mittelalterlichen Geschichte und historischen Hilfswissenschaften fort, promovierte 1906 zum Dr. phil. und legte ein Jahr später am Österreichischen Institut für Geschichtsforschung in Wien sein Staatsexamen ab. Aufgrund eines chronisch gewordenen Halsleidens konnte er ab 1907 seine Tätigkeit aus Kaplan nicht mehr ausüben. Nachdem er für einen kurzen Zeitraum als Hofmeister bei Graf von Thun in Trient gewirkt hatte, wurde er durch Universitätsprofessor Anton Chroust nach Würzburg vermittelt, wo ein wissenschaftlicher Mitarbeiter für die von Chroust gegründete Gesellschaft für Fränkische Geschichte e. V. gesucht wurde. Bereits nach vier Jahren waren die Spannungen zwischen Bendel und Chroust so stark geworden, dass Bendel dieses Amt niederlegte und fort an Privatgelehrter tätig war.
Seit 1920 war er Mitarbeiter im bischöflichen Diözesanarchiv in Würzburg, dessen Leitung er später übernahm. Im Jahre 1936 ließ sich  Franz Joseph Bendel inkardinieren. Mit zunehmendem Alter verschlechterte sich sein Gesundheitszustand. Er erlitt einen Hirnschlag, wodurch seine rechte Hand zeitweilig gelähmt war. Dennoch betrieb er weiterhin bis zu seinem Tod 1950 diözesangeschichtliche Forschung für das Bistum Würzburg, was erschwert wurde, da seit dem Bombenschaden 1945 das bischöfliche Ordinariat bis 1950 in Oberzell untergebracht war.
Franz Josef Bendel war u. a. Mitglied der Gesellschaft für mittelrheinische Kirchengeschichte. Bendel gilt als Gründer der Würzburger Diözesangeschichtsblätter, die heute noch erscheinen.

## Schriften (Auswahl)
- als Hrsg.: Urkundenbuch der Benediktiner-Abtei St. Stephan in Würzburg. Band 1. Leipzig 1912.
- Bearbeiteter 12-Seitenauszug: Reihenfolge der Bischöfe und Weihbischöfe von Würzburg. Schöningh, Würzburg 1932. Aus: Schematismus der Diözese Würzburg, 1932.
- Vitus Brander (Hrsg.): Über die Ansprüche verschiedener Pfarreien des Bistums Würzburg an die Wechterswinkler Pfarreien- und Schulenstiftung. Aus dem Nachlaß herausgegeben. Bischöfliches Ordinariat, Würzburg 1963.

## Ehrungen
- 1942 Titelverleihung: Bischöflicher Geistlicher Rat durch den Bischof von Würzburg